# 12810 Okumiomote
12810 Okumiomote este un asteroid din centura principală de asteroizi.

## Descriere
12810 Okumiomote este un asteroid din centura principală de asteroizi. A fost descoperit pe 17 ianuarie 1996 la Kitami de Kin Endate și Kazuro Watanabe. Asteroidul prezintă o orbită caracterizată de o semiaxă mare de 2,58 ua, o excentricitate de 0,24 și o înclinație de 14,1° în raport cu ecliptica.